# Berke Özer
Berke Özer (Esmirna, 25 de mayo de 2000) es un futbolista turco que juega en la demarcación de portero para el Lille O. S. C. de la Ligue 1.

## Selección nacional
Tras jugar en las categorías inferiores de la selección, finalmente hizo su debut con la selección absoluta de Turquía el 7 de junio contra Estados Unidos en un partido amistoso que finalizó con un resultado de 1-2 a favor del combinado turco tras un gol de Jack McGlynn para Estados Unidos, y de Kerem Aktürkoğlu y Arda Güler para Turquía.

## Clubes
| Club                       | País     | Año       | Partidos | Goles |
| -------------------------- | -------- | --------- | -------- | ----- |
| Altınordu F. K.            | Turquía  | 2016-2018 | 8        | 0     |
| Fenerbahçe S. K.           | Turquía  | 2018-2019 | 1        | 0     |
| K. V. C. Westerlo (cedido) | Bélgica  | 2019-2021 | 46       | 0     |
| Fenerbahçe S. K.           | Turquía  | 2021-2022 | 19       | 0     |
| Portimonense S. C.         | Portugal | 2022-2023 | 2        | 0     |
| Ümraniyespor (cedido)      | Turquía  | 2023      | 5        | 0     |
| Eyüpspor                   | Turquía  | 2023-2025 | 65       | 0     |
| Lille O. S. C.             | Francia  | 2025-     |          |       |